# Nagy fűbagoly
A nagy fűbagoly vagy ipszilon bagolylepke (Agrotis ipsilon)  a rovarok (Insecta) osztályának a lepkék (Lepidoptera) rendjéhez, ezen belül a bagolylepkefélék (Noctuidae) családjához tartozó faj.

## Elterjedése
Európában elterjedt faj, a termesztett növények egyik kártevője, mindenhol előfordulhat kertekben vagy mezőkön, kivéve a trópusokon . (Hiányzik az Észak-Skandináviában és Észak-Oroszországban is).  Közép-Európában, inkább a melegebb síkságokon fordul elő.

## Megjelenése
- lepke: szárnyfesztávolsága: 40–56 mm, első szárnyainak színe változhat a világostól a sötétbarnáig, a nőstények általában sötétebb, mint a hímek, de mindig felismerhető a sajátosan alakú sötét stigmáról: az ipszilon jelről. A hátsó szárnya fehéres, szinte átlátszó.
- pete:lapos, bordás és enyhén sárgás színű, később egyre sötétebb
- hernyó: földszínű barna vagy szürke, barna és fényes.,az alján általában egy kicsit fényesebb. Beássa magát a földbe, hogy eljusson a növények gyökereihez.
- A báb vörösesbarna.

## Életmódja
- nemzedék: kétnemzedékes lepke, az első nemzedéke  áprilistól júniusig rajzik, a második július és november között. A mi klímánkon nem képes áttelelni csak enyhe télen, így bevándorol.
- hernyók tápnövényei:  termesztett növények, a káposzta és különböző zöldségek, a cukorrépa.

## Fordítás
- Ez a szócikk részben vagy egészben  a   Ypsiloneule című német Wikipédia-szócikk fordításán alapul.  Az eredeti cikk szerkesztőit annak laptörténete sorolja fel. Ez a jelzés csupán a megfogalmazás eredetét és a szerzői jogokat jelzi, nem szolgál a cikkben szereplő információk forrásmegjelöléseként.